# Mistrzostwa Francji w piłce nożnej mężczyzn
Mistrzostwa Francji w piłce nożnej (fr. Championnat de France de football) – rozgrywki piłkarskie, prowadzone cyklicznie - corocznie lub co sezonowo (na przełomie dwóch lat kalendarzowych) - mające na celu wyłonienie najlepszej męskiej drużyny we Francji.

## Historia
Mistrzostwa Francji w piłce nożnej rozgrywane są od 1894 r. Początkowo były to zmagania amatorskie, przeprowadzane systemem nieligowym. Obecnie rozgrywki odbywają się na kilkunastu szczeblach ligowych, pięciu ogólnokrajowych: Ligue 1, Ligue 2, Championnat National, Championnat National 2, Championnat National 3, dwóch do czterech – regionalnych oraz czterech do dziewięciu – departamentalnych.
W 1872 r. w Hawrze powstał pierwszy francuski klub piłkarski Le Havre AC (sekcja piłkarska w 1894 r.) założony przez Anglików. Następnie w Paryżu w 1879 r. został założony Paris FC. W 1894 r. federacja USFSA (Union des sociétés françaises de sports athlétiques) organizowała pierwsze mistrzostwa Francji w piłce nożnej, które były rozgrywane systemem pucharowym od 15 kwietnia do 6 maja 1894 i miały charakter amatorski. Pierwszym mistrzem został Standard AC Paryż. Ich ostatnią pełną edycję rozegrano w sezonie 1913/14, bowiem przeprowadzenie kolejnych uniemożliwił wybuch I wojny światowej. Po jej zakończeniu udało się zorganizować faktycznie ostatnią edycję w sezonie 1919, po czym zaprzestano rozgrywania następnych. Po 7 latach przerwy, w sezonie 1926/27 ponownie odbyły się mistrzostwa Francji, które kontynuowane w kolejnych dwóch sezonach 1927/28 i 1928/29.
W 1919 r. założono francuską federację piłkarską – FFF. 16 stycznia 1932 utworzono w Paryżu pierwszą w historii profesjonalną ligę piłkarską we Francji, nadając jej nazwę Division Nationale. Jej założycielami byli: Georges Bayrou, Emmanuel Gambardella i Gabriel Hanot. Rozgrywki zawodowej Division Nationale zainaugurowano w sezonie 1932/33. W pierwszej edycji o tytuł mistrza kraju walczyło systemem ligowym 20 drużyn podzielonych na 2 grupy. W sezonie 1972/73 liga zmieniła nazwę na Première Division, a w sezonie 2002/03 na Ligue 1.

## Lista sezonów
Amatorskie, nieligowe
| Sezon                                     | K | K | T | Mistrz                    | Wicemistrz                | III miejsce        | Br. | Król strzelców | Uwagi                                     |
| Championnat de France USFSA               |   |   |   |                           |                           |                    |     |                |                                           |
| 1894                                      |   |   | 1 | Standard AC Paryż         | White Rovers Paryż        | —                  | ?   | ?              | 6 klubów                                  |
| 1895                                      |   |   | 2 | Standard AC Paryż         | White Rovers Paryż        | —                  | ?   | ?              | 8 klubów                                  |
| 1896                                      |   |   | 1 | Club Français             | White Rovers Paryż        | —                  | ?   | ?              | 9 klubów                                  |
| 1896/97                                   |   |   | 3 | Standard AC Paryż         | White Rovers Paryż        | —                  | ?   | ?              | 9 klubów                                  |
| 1897/98                                   |   |   | 4 | Standard AC Paryż         | Club Français             | —                  | ?   | ?              | 6 klubów                                  |
| 1898/99                                   |   |   | 1 | Le Havre AC               | Club Français             | —                  | ?   | ?              | ? klubów                                  |
| 1899/00                                   |   |   | 2 | Le Havre AC               | Club Français             | —                  | ?   | ?              | regiony; finał 3 kluby                    |
| 1900/01                                   |   |   | 5 | Standard AC Paryż         | Le Havre AC               | —                  | ?   | ?              | regiony; finał 3 kluby                    |
| 1901/02                                   |   |   | 1 | RC Roubaix                | RC Paryż                  | —                  | ?   | ?              | regiony; finał 4 kluby                    |
| 1902/03                                   |   |   | 2 | RC Roubaix                | RC Paryż                  | —                  | ?   | ?              | 9 klubów                                  |
| 1903/04                                   |   |   | 3 | RC Roubaix                | US Suisse Paris           | —                  | ?   | ?              | 9 klubów                                  |
| 1904/05                                   |   |   | 1 | Gallia Club Paris         | RC Roubaix                | —                  | ?   | ?              | 13 klubów                                 |
| 1905/06                                   |   |   | 4 | RC Roubaix                | CA Paris                  | —                  | ?   | ?              | 15 klubów                                 |
| 1906/07                                   |   |   | 1 | RC Paryż                  | RC Roubaix                | —                  | ?   | ?              | 18 klubów                                 |
| 1907/08                                   |   |   | 5 | RC Roubaix                | RC Paryż                  | —                  | ?   | ?              | 19 klubów                                 |
| 1908/09                                   |   |   | 1 | Stade Helvétique Marsylia | CA Paris                  | —                  | ?   | ?              | 20 klubów                                 |
| 1909/10                                   |   |   | 1 | US Tourcoing              | Stade Helvétique Marsylia | —                  | ?   | ?              | 21 klubów                                 |
| 1910/11                                   |   |   | 2 | Stade Helvétique Marsylia | RC Paryż                  | —                  | ?   | ?              | 21 klub                                   |
| 1911/12                                   |   |   | 1 | Stade Raphaëlois          | AS Française              | —                  | ?   | ?              | 22 kluby                                  |
| 1912/13                                   |   |   | 3 | Stade Helvétique Marsylia | FC Rouen                  | —                  | ?   | ?              | 24 kluby                                  |
| 1913/14                                   |   |   | 1 | Olympique Lillois         | FC Sète                   | —                  | ?   | ?              | 29 klubów                                 |
| 1914–1918                                 |   |   |   |                           |                           |                    |     |                | Nie rozgrywano z powodu I wojny światowej |
| 1919                                      |   |   | 3 | Le Havre AC               | Olympique Marsylia        | —                  | ?   | ?              | 16 klubów                                 |
| 1919–1926                                 |   |   |   |                           |                           |                    |     |                | nie rozgrywano                            |
| Championnat de France amateur de football |   |   |   |                           |                           |                    |     |                |                                           |
| 1926/27                                   |   |   | 1 | CA Paris                  | Amiens AC                 | Olympique Marsylia | ?   | ?              | 5 klubów                                  |
| 1927/28                                   |   |   | 1 | Stade Français            | US Tourcoing              | —                  | ?   | ?              | 6 klubów                                  |
| 1928/29                                   |   |   | 1 | Olympique Marsylia        | Club Français             | —                  | ?   | ?              | 5 klubów                                  |
| 1929–1932                                 |   |   |   |                           |                           |                    |     |                | nie rozgrywano                            |

Zawodowe, ligowe
| Sezon     | K | K | T  | Mistrz                 | Wicemistrz             | III miejsce            | Br. | Król strzelców                                                              | Uwagi                                      |
| 1932/33   |   |   | 1  | Olympique Lillois      | AS Cannes              | -                      | 15  | Robert Mercier (Club Français) Walter Kaiser (Stade Rennais)                | 2 grupy po 10 klubów                       |
| 1933/34   |   |   | 1  | FC Sète                | SC Fives               | Olympique Marsylia     | 28  | István Lukács (FC Sète)                                                     | 14 klubów                                  |
| 1934/35   |   |   | 1  | FC Sochaux-Montbéliard | RC Strasbourg          | RC Paryż               | 30  | André Abegglen (FC Sochaux-Montbéliard)                                     | 16 klubów                                  |
| 1935/36   |   |   | 1  | RC Paryż               | Olympique Lillois      | RC Strasbourg          | 34  | Roger Courtois (FC Sochaux-Montbéliard)                                     | 16 klubów                                  |
| 1936/37   |   |   | 1  | Olympique Marsylia     | FC Sochaux-Montbéliard | RC Paryż               | 30  | Oskar Rohr (RC Strasbourg)                                                  | 16 klubów                                  |
| 1937/38   |   |   | 2  | FC Sochaux-Montbéliard | Olympique Marsylia     | FC Sète                | 26  | Jean Nicolas (FC Rouen)                                                     | 16 klubów                                  |
| 1938/39   |   |   | 2  | FC Sète                | Olympique Marsylia     | RC Paryż               | 27  | Roger Courtois (FC Sochaux-Montbéliard) Désiré Koranyi (FC Sète)            | 16 klubów                                  |
| 1939–1945 |   |   |    |                        |                        |                        |     |                                                                             | Nie rozgrywano z powodu II wojny światowej |
| 1945/46   |   |   | 1  | Lille OSC              | AS Saint-Étienne       | CO Roubaix-Tourcoing   | 28  | René Bihel (Lille OSC)                                                      | 18 klubów                                  |
| 1946/47   |   |   | 1  | CO Roubaix-Tourcoing   | Stade de Reims         | RC Strasbourg          | 33  | Pierre Sinibaldi (Stade de Reims)                                           | 20 klubów                                  |
| 1947/48   |   |   | 2  | Olympique Marsylia     | Lille OSC              | Stade de Reims         | 31  | Jean Baratte (Lille OSC)                                                    | 18 klubów                                  |
| 1948/49   |   |   | 1  | Stade de Reims         | Lille OSC              | Olympique Marsylia     | 26  | Jean Baratte (Lille OSC) Josef Humpál (FC Sochaux-Montbéliard)              | 18 klubów                                  |
| 1949/50   |   |   | 1  | Girondins Bordeaux     | Lille OSC              | Stade de Reims         | 24  | Jean Grumellon (Stade de Reims)                                             | 18 klubów                                  |
| 1950/51   |   |   | 1  | OGC Nice               | Lille OSC              | Le Havre AC            | 28  | Roger Piantoni (FC Nancy)                                                   | 18 klubów                                  |
| 1951/52   |   |   | 2  | OGC Nice               | Girondins Bordeaux     | Lille OSC              | 28  | Gunnar Andersson (Olympique Marsylia)                                       | 18 klubów                                  |
| 1952/53   |   |   | 2  | Stade de Reims         | FC Sochaux-Montbéliard | Girondins Bordeaux     | 35  | Gunnar Andersson (Olympique Marsylia)                                       | 18 klubów                                  |
| 1953/54   |   |   | 2  | Lille OSC              | Stade de Reims         | Girondins Bordeaux     | 27  | Édouard Kargu (Girondins Bordeaux)                                          | 18 klubów                                  |
| 1954/55   |   |   | 3  | Stade de Reims         | Toulouse FC            | RC Lens                | 30  | René Bliard (Stade de Reims)                                                | 18 klubów                                  |
| 1955/56   |   |   | 3  | OGC Nice               | RC Lens                | AS Monaco              | 31  | Thadée Cisowski (RC Paryż)                                                  | 18 klubów                                  |
| 1956/57   |   |   | 1  | AS Saint-Étienne       | RC Lens                | Stade de Reims         | 33  | Thadée Cisowski (RC Paryż)                                                  | 18 klubów                                  |
| 1957/58   |   |   | 4  | Stade de Reims         | Nîmes Olympique        | Angers SCO             | 34  | Just Fontaine (Stade de Reims)                                              | 18 klubów                                  |
| 1958/59   |   |   | 4  | OGC Nice               | Nîmes Olympique        | RC Paryż               | 30  | Thadée Cisowski (RC Paryż)                                                  | 20 klubów                                  |
| 1959/60   |   |   | 5  | Stade de Reims         | Nîmes Olympique        | RC Paryż               | 28  | Just Fontaine (Stade de Reims)                                              | 20 klubów                                  |
| 1960/61   |   |   | 1  | AS Monaco              | RC Paryż               | Stade de Reims         | 28  | Roger Piantoni (Stade de Reims)                                             | 20 klubów                                  |
| 1961/62   |   |   | 6  | Stade de Reims         | RC Paryż               | Nîmes Olympique        | 25  | Touré Sékou (SO Montpellier)                                                | 20 klubów                                  |
| 1962/63   |   |   | 2  | AS Monaco              | Stade de Reims         | CS Sedan               | 35  | Serge Masnaghetti (US Valenciennes-Anzin)                                   | 20 klubów                                  |
| 1963/64   |   |   | 2  | AS Saint-Étienne       | AS Monaco              | RC Lens                | 30  | Ahmed Oudjani (RC Lens)                                                     | 18 klubów                                  |
| 1964/65   |   |   | 1  | FC Nantes              | Girondins Bordeaux     | US Valenciennes-Anzin  | 24  | Jacques Simon (FC Nantes)                                                   | 18 klubów                                  |
| 1965/66   |   |   | 2  | FC Nantes              | Girondins Bordeaux     | US Valenciennes-Anzin  | 36  | Philippe Gondet (FC Nantes)                                                 | 20 klubów                                  |
| 1966/67   |   |   | 3  | AS Saint-Étienne       | FC Nantes              | Angers SCO             | 31  | Patrick Revelli (AS Saint-Étienne)                                          | 20 klubów                                  |
| 1967/68   |   |   | 4  | AS Saint-Étienne       | OGC Nice               | FC Sochaux-Montbéliard | 26  | Étienne Sansonetti (AC Ajaccio)                                             | 20 klubów                                  |
| 1968/69   |   |   | 5  | AS Saint-Étienne       | Girondins Bordeaux     | FC Metz                | 25  | André Guy (Olympique Lyon)                                                  | 18 klubów                                  |
| 1969/70   |   |   | 6  | AS Saint-Étienne       | Olympique Marsylia     | CS Sedan               | 28  | Patrick Revelli (AS Saint-Étienne)                                          | 18 klubów                                  |
| 1970/71   |   |   | 3  | Olympique Marsylia     | AS Saint-Étienne       | FC Nantes              | 44  | Josip Skoblar (Olympique Marsylia)                                          | 20 klubów                                  |
| 1971/72   |   |   | 4  | Olympique Marsylia     | Nîmes Olympique        | FC Sochaux-Montbéliard | 30  | Josip Skoblar (Olympique Marsylia)                                          | 20 klubów                                  |
| 1972/73   |   |   | 3  | FC Nantes              | OGC Nice               | Olympique Marsylia     | 26  | Josip Skoblar (Olympique Marsylia)                                          | 20 klubów                                  |
| 1973/74   |   |   | 7  | AS Saint-Étienne       | FC Nantes              | Olympique Lyon         | 30  | Carlos Bianchi (Stade de Reims)                                             | 20 klubów                                  |
| 1974/75   |   |   | 8  | AS Saint-Étienne       | Olympique Marsylia     | Olympique Lyon         | 30  | Delio Onnis (AS Monaco)                                                     | 20 klubów                                  |
| 1975/76   |   |   | 9  | AS Saint-Étienne       | OGC Nice               | FC Sochaux-Montbéliard | 34  | Carlos Bianchi (Stade de Reims)                                             | 20 klubów                                  |
| 1976/77   |   |   | 4  | FC Nantes              | RC Lens                | SC Bastia              | 28  | Carlos Bianchi (Stade de Reims)                                             | 20 klubów                                  |
| 1977/78   |   |   | 3  | AS Monaco              | FC Nantes              | RC Strasbourg          | 37  | Carlos Bianchi (Paris Saint-Germain)                                        | 20 klubów                                  |
| 1978/79   |   |   | 1  | RC Strasbourg          | FC Nantes              | AS Saint-Étienne       | 27  | Carlos Bianchi (Paris Saint-Germain)                                        | 20 klubów                                  |
| 1979/80   |   |   | 5  | FC Nantes              | FC Sochaux-Montbéliard | AS Saint-Étienne       | 21  | Erwin Kostedde (Stade Laval)                                                | 20 klubów                                  |
| 1980/81   |   |   | 10 | AS Saint-Étienne       | FC Nantes              | Girondins Bordeaux     | 24  | Delio Onnis (Tours FC)                                                      | 20 klubów                                  |
| 1981/82   |   |   | 4  | AS Monaco              | AS Saint-Étienne       | FC Sochaux-Montbéliard | 29  | Delio Onnis (Tours FC)                                                      | 20 klubów                                  |
| 1982/83   |   |   | 6  | FC Nantes              | Girondins Bordeaux     | Paris Saint-Germain    | 27  | Vahid Halilhodžić (FC Nantes)                                               | 20 klubów                                  |
| 1983/84   |   |   | 2  | Girondins Bordeaux     | AS Monaco              | AJ Auxerre             | 21  | Patrice Garande (AJ Auxerre) Delio Onnis (Sporting Toulon)                  | 20 klubów                                  |
| 1984/85   |   |   | 3  | Girondins Bordeaux     | FC Nantes              | AS Monaco              | 28  | Vahid Halilhodžić (FC Nantes)                                               | 20 klubów                                  |
| 1985/86   |   |   | 1  | Paris Saint-Germain    | FC Nantes              | Girondins Bordeaux     | 23  | Jules Bocandé (FC Metz)                                                     | 20 klubów                                  |
| 1986/87   |   |   | 4  | Girondins Bordeaux     | Olympique Marsylia     | Toulouse FC            | 18  | Bernard Zénier (FC Metz)                                                    | 20 klubów                                  |
| 1987/88   |   |   | 5  | AS Monaco              | Girondins Bordeaux     | Montpellier HSC        | 19  | Jean-Pierre Papin (Olympique Marsylia)                                      | 20 klubów                                  |
| 1988/89   |   |   | 5  | Olympique Marsylia     | Paris Saint-Germain    | AS Monaco              | 22  | Jean-Pierre Papin (Olympique Marsylia)                                      | 20 klubów                                  |
| 1989/90   |   |   | 6  | Olympique Marsylia     | Girondins Bordeaux     | AS Monaco              | 30  | Jean-Pierre Papin (Olympique Marsylia)                                      | 20 klubów                                  |
| 1990/91   |   |   | 7  | Olympique Marsylia     | AS Monaco              | AJ Auxerre             | 23  | Jean-Pierre Papin (Olympique Marsylia)                                      | 20 klubów                                  |
| 1991/92   |   |   | 8  | Olympique Marsylia     | AS Monaco              | Paris Saint-Germain    | 27  | Jean-Pierre Papin (Olympique Marsylia)                                      | 20 klubów                                  |
| 1992/93   |   |   | -  | Olympique Marsylia     | Paris Saint-Germain    | AS Monaco              | 23  | Alen Bokšić (Olympique Marsylia)                                            | 20 klubów                                  |
| 1993/94   |   |   | 2  | Paris Saint-Germain    | Olympique Marsylia     | AJ Auxerre             | 20  | Roger Boli (RC Lens) Youri Djorkaeff (AS Monaco) Nicolas Ouédec (FC Nantes) | 20 klubów                                  |
| 1994/95   |   |   | 7  | FC Nantes              | Olympique Lyon         | Paris Saint-Germain    | 22  | Patrice Loko (FC Nantes)                                                    | 20 klubów                                  |
| 1995/96   |   |   | 1  | AJ Auxerre             | Paris Saint-Germain    | AS Monaco              | 21  | Sonny Anderson (AS Monaco)                                                  | 20 klubów                                  |
| 1996/97   |   |   | 6  | AS Monaco              | Paris Saint-Germain    | FC Nantes              | 22  | Stéphane Guivarc’h (Stade Rennais)                                          | 20 klubów                                  |
| 1997/98   |   |   | 1  | RC Lens                | FC Metz                | AS Monaco              | 21  | Stéphane Guivarc’h (AJ Auxerre)                                             | 18 klubów                                  |
| 1998/99   |   |   | 5  | Girondins Bordeaux     | Olympique Marsylia     | Olympique Lyon         | 22  | Sylvain Wiltord (Girondins Bordeaux)                                        | 18 klubów                                  |
| 1999/00   |   |   | 7  | AS Monaco              | Paris Saint-Germain    | Olympique Lyon         | 23  | Sonny Anderson (Olympique Lyon)                                             | 18 klubów                                  |
| 2000/01   |   |   | 8  | FC Nantes              | Olympique Lyon         | Lille OSC              | 22  | Sonny Anderson (Olympique Lyon)                                             | 18 klubów                                  |
| 2001/02   |   |   | 1  | Olympique Lyon         | RC Lens                | AJ Auxerre             | 22  | Djibril Cissé (AJ Auxerre) Pauleta (Girondins Bordeaux)                     | 18 klubów                                  |
| 2002/03   |   |   | 2  | Olympique Lyon         | AS Monaco              | Olympique Marsylia     | 26  | Shabani Nonda (AS Monaco)                                                   | 20 klubów                                  |
| 2003/04   |   |   | 3  | Olympique Lyon         | Paris Saint-Germain    | AS Monaco              | 26  | Djibril Cissé (AJ Auxerre)                                                  | 20 klubów                                  |
| 2004/05   |   |   | 4  | Olympique Lyon         | Lille OSC              | AS Monaco              | 26  | Alexander Frei (Stade Rennais)                                              | 20 klubów                                  |
| 2005/06   |   |   | 5  | Olympique Lyon         | Girondins Bordeaux     | Lille OSC              | 21  | Pauleta (Paris Saint-Germain)                                               | 20 klubów                                  |
| 2006/07   |   |   | 6  | Olympique Lyon         | Olympique Marsylia     | Toulouse FC            | 15  | Pauleta (Paris Saint-Germain)                                               | 20 klubów                                  |
| 2007/08   |   |   | 7  | Olympique Lyon         | Girondins Bordeaux     | Olympique Marsylia     | 15  | Karim Benzema (Olympique Lyon)                                              | 20 klubów                                  |
| 2008/09   |   |   | 6  | Girondins Bordeaux     | Olympique Marsylia     | Olympique Lyon         | 14  | André-Pierre Gignac (Toulouse FC)                                           | 20 klubów                                  |
| 2009/10   |   |   | 9  | Olympique Marsylia     | Olympique Lyon         | AJ Auxerre             | 18  | Mamadou Niang (Olympique Marsylia)                                          | 20 klubów                                  |
| 2010/11   |   |   | 3  | Lille OSC              | Olympique Marsylia     | Olympique Lyon         | 25  | Moussa Sow (Lille OSC)                                                      | 20 klubów                                  |
| 2011/12   |   |   | 1  | Montpellier HSC        | Paris Saint-Germain    | Lille OSC              | 21  | Nenê (Paris Saint-Germain) Olivier Giroud (Montpellier HSC)                 | 20 klubów                                  |
| 2012/13   |   |   | 3  | Paris Saint-Germain    | Olympique Marsylia     | Olympique Lyon         | 30  | Zlatan Ibrahimović (Paris Saint-Germain)                                    | 20 klubów                                  |
| 2013/14   |   |   | 4  | Paris Saint-Germain    | AS Monaco              | Lille OSC              | 26  | Zlatan Ibrahimović (Paris Saint-Germain)                                    | 20 klubów                                  |
| 2014/15   |   |   | 5  | Paris Saint-Germain    | Olympique Lyon         | AS Monaco              | 27  | Alexandre Lacazette (Olympique Lyon)                                        | 20 klubów                                  |
| 2015/16   |   |   | 6  | Paris Saint-Germain    | Olympique Lyon         | AS Monaco              | 38  | Zlatan Ibrahimović (Paris Saint-Germain)                                    | 20 klubów                                  |
| 2016/17   |   |   | 8  | AS Monaco              | Paris Saint-Germain    | OGC Nice               | 35  | Edinson Cavani (Paris Saint-Germain)                                        | 20 klubów                                  |
| 2017/18   |   |   | 7  | Paris Saint-Germain    | AS Monaco              | Olympique Lyon         | 28  | Edinson Cavani (Paris Saint-Germain)                                        | 20 klubów                                  |
| 2018/19   |   |   | 8  | Paris Saint-Germain    | Lille OSC              | Olympique Lyon         | 33  | Kylian Mbappé (Paris Saint-Germain)                                         | 20 klubów                                  |
| 2019/20   |   |   | 9  | Paris Saint-Germain    | Olympique Marsylia     | Stade Rennes           | 18  | Kylian Mbappé (Paris Saint-Germain) Wissam Ben Yedder (AS Monaco)           | 20 klubów                                  |
| 2020/21   |   |   | 4  | Lille OSC              | Paris Saint-Germain    | AS Monaco              | 27  | Kylian Mbappé (Paris Saint-Germain)                                         | 20 klubów                                  |
| 2021/22   |   |   | 10 | Paris Saint-Germain    | Olympique Marsylia     | AS Monaco              | 28  | Kylian Mbappé (Paris Saint-Germain)                                         | 20 klubów                                  |
| 2022/23   |   |   | 11 | Paris Saint-Germain    | RC Lens                | Olympique Marsylia     | 29  | Kylian Mbappé (Paris Saint-Germain)                                         | 20 klubów                                  |
| 2023/24   |   |   | 12 | Paris Saint-Germain    | AS Monaco              | Stade Brest            | 27  | Kylian Mbappé (Paris Saint-Germain)                                         | 18 klubów                                  |
| 2024/25   |   |   | 13 | Paris Saint-Germain    | Olympique Marsylia     | AS Monaco              | 21  | Ousmane Dembélé (Paris Saint-Germain) Mason Greenwood (Olympique Marsylia)  | 18 klubów                                  |

## Statystyki

### Klasyfikacja według klubów
W dotychczasowych 86 zakończonych edycjach ligowych mistrzostw Francji (od sezonu 1932/33 do sezonu 2023/24 włącznie) na podium stawało 31 drużyn klubowych, a liderami tej klasyfikacji są AS Monaco i Olympique Marsylia (28-krotni medaliści). Natomiast tytuł ligowego mistrza Francji został do tej pory zdobyty przez 19 zespołów, a najczęściej wywalczał go Paris Saint-Germain (12 razy). Stan po zakończeniu sezonu 2024/25.
| Lp. | Klub                   | Miejsca na podium | Miejsca na podium   | Miejsca na podium | Zwycięskie sezony                                                                        |   |   | |
| --- | ---------------------- | ----------------- | ------------------- | ----------------- | ---------------------------------------------------------------------------------------- | - | - | --- |
| Lp. | Klub                   | 1.                | Paris Saint-Germain | 13                | Zwycięskie sezony                                                                        | 9 | 3 | 1985/86, 1993/94, 2012/13, 2013/14, 2014/15, 2015/16, 2017/18, 2018/19, 2019/20, 2021/22, 2022/23, 2023/24, 2024/25 |
| 2.  | AS Saint-Étienne       | 10                | 3                   | 2                 | 1956/57, 1963/64, 1966/67, 1967/68, 1968/69, 1969/70, 1973/74, 1974/75, 1975/76, 1980/81 |   |   | |
| 3.  | Olympique Marsylia     | 9                 | 14                  | 6                 | 1936/37, 1947/48, 1970/71, 1971/72, 1988/89, 1989/90, 1990/91, 1991/92, 2009/10          |   |   | |
| 4.  | AS Monaco              | 8                 | 8                   | 14                | 1960/61, 1962/63, 1977/78, 1981/82, 1987/88, 1996/97, 1999/00, 2016/17                   |   |   | |
| 5.  | FC Nantes              | 8                 | 7                   | 2                 | 1964/65, 1965/66, 1972/73, 1976/77, 1979/80, 1982/83, 1994/95, 2000/01                   |   |   | |
| 6.  | Olympique Lyon         | 7                 | 5                   | 9                 | 2001/02, 2002/03, 2003/04, 2004/05, 2005/06, 2006/07, 2007/08                            |   |   | |
| 7.  | Girondins Bordeaux     | 6                 | 9                   | 4                 | 1949/50, 1983/84, 1984/85, 1986/87, 1998/99, 2008/09                                     |   |   | |
| 8.  | Stade Reims            | 6                 | 3                   | 4                 | 1948/49, 1952/53, 1954/55, 1957/58, 1959/60, 1961/62                                     |   |   | |
| 9.  | Lille OSC              | 4                 | 6                   | 5                 | 1945/46, 1953/54, 2010/11, 2020/21                                                       |   |   | |
| 10. | OGC Nicea              | 4                 | 3                   | 1                 | 1950/51, 1951/52, 1955/56, 1958/59                                                       |   |   | |
| 11. | FC Sochaux-Montbéliard | 2                 | 3                   | 4                 | 1934/35, 1937/38                                                                         |   |   | |
| 12. | FC Sète                | 2                 | 0                   | 1                 | 1933/34, 1938/39                                                                         |   |   | |
| 13. | RC Lens                | 1                 | 5                   | 2                 | 1997/98                                                                                  |   |   | |
| 14. | RC Paryż               | 1                 | 2                   | 5                 | 1935/36                                                                                  |   |   | |
| 15. | RC Strasbourg          | 1                 | 1                   | 3                 | 1978/79                                                                                  |   |   | |
| 16. | Olympique Lillois      | 1                 | 1                   | 0                 | 1932/33                                                                                  |   |   | |
| 17. | AJ Auxerre             | 1                 | 0                   | 5                 | 1995/96                                                                                  |   |   | |
| 18. | CO Roubaix-Tourcoing   | 1                 | 0                   | 1                 | 1946/47                                                                                  |   |   | |
| 18. | Montpellier HSC        | 1                 | 0                   | 1                 | 2011/12                                                                                  |   |   | |
| 20. | Nîmes Olympique        | 0                 | 4                   | 1                 |                                                                                          |   |   | |
| 21. | Toulouse FC            | 0                 | 1                   | 2                 |                                                                                          |   |   | |
| 22. | FC Metz                | 0                 | 1                   | 1                 |                                                                                          |   |   | |
| 23. | AS Cannes              | 0                 | 1                   | 0                 |                                                                                          |   |   | |
| 23. | SC Fives               | 0                 | 1                   | 0                 |                                                                                          |   |   | |
| 25. | Angers SCO             | 0                 | 0                   | 2                 |                                                                                          |   |   | |
| 25. | CS Sedan               | 0                 | 0                   | 2                 |                                                                                          |   |   | |
| 25. | US Valenciennes-Anzin  | 0                 | 0                   | 2                 |                                                                                          |   |   | |
| 28. | Le Havre AC            | 0                 | 0                   | 1                 |                                                                                          |   |   | |
| 28. | SC Bastia              | 0                 | 0                   | 1                 |                                                                                          |   |   | |
| 28. | Stade Brest            | 0                 | 0                   | 1                 |                                                                                          |   |   | |
| 28. | Stade Rennes           | 0                 | 0                   | 1                 |                                                                                          |   |   | |

### Klasyfikacja według miast
Siedziby klubów. Stan po zakończeniu sezonu 2024/25.
| Miasto        | Liczba tytułów | Kluby                                  |
| ------------- | -------------- | -------------------------------------- |
| Paryż         | 14             | Paris Saint-Germain (13), RC Paryż (1) |
| Saint-Étienne | 10             | AS Saint-Étienne (10)                  |
| Marsylia      | 9              | Olympique Marsylia (9)                 |
| Monaco        | 8              | AS Monaco (8)                          |
| Nantes        | 8              | FC Nantes (8)                          |
| Lyon          | 7              | Olympique Lyon (7)                     |
| Bordeaux      | 6              | Girondins Bordeaux (6)                 |
| Reims         | 6              | Stade Reims (6)                        |
| Lille         | 5              | Lille OSC (4), Olympique Lillois (1)   |
| Nicea         | 4              | OGC Nicea (4)                          |
| Montbéliard   | 2              | FC Sochaux-Montbéliard (2)             |
| Sète          | 2              | FC Sète (2)                            |
| Auxerre       | 1              | AJ Auxerre (1)                         |
| Lens          | 1              | RC Lens (1)                            |
| Montpellier   | 1              | Montpellier HSC (1)                    |
| Roubaix       | 1              | CO Roubaix-Tourcoing (1)               |
| Strasburg     | 1              | RC Strasburg (1)                       |